# West-Thürings voetbalkampioenschap 1914/15
In 1914/15 werd het vijfde voetbalkampioenschap van West-Thüringen gespeeld, dat georganiseerd werd door de Midden-Duitse voetbalbond. 
Op 19 juli 1914 waren er gesprekken om de competitie van West-Thüringen samen te voegen met die van Zuid-Thüringen, maar er kwam geen consensus. De beslissing werd vooruitgeschoven naar de volgende vergadering op 8 augustus, echter was in  tussentijd de Eerste Wereldoorlog uitgebroken en vond deze vergadering niet plaats en bleven de competities zoals ze waren. De competitie van West-Thüringen werd gespeeld volgens de voorjaar-herfstmodus, in tegenstelling tot de meer gebruikelijke herfst-voorjaarmodus. Er waren dus al een aantal wedstrijden gespeeld toen de oorlog uitbrak. De competitie werd wel stopgezet en niet meer hervat. 
Hieronder de stand op het moment van de stopzetting, er werd geen kampioen uitgeroepen. 

## 1. Klasse
| Plaats | Club                                | Wed. | W | G | V | Saldo | Ptn.  |
| ------ | ----------------------------------- | ---- | - | - | - | ----- | ----- |
| 1.     | Spielriege des TV 1909 Mehlis       | 6    | 5 | 0 | 1 | 20:04 | 10:02 |
| 2.     | Club Heiterkeit der Sp. Abt. Mehlis | 4    | 3 | 0 | 1 | 21:08 | 06:02 |
| 3.     | FC Germania Mehlis                  | 6    | 3 | 0 | 3 | 17:07 | 06:06 |
| 4.     | Sp. Abt. Germania Zella St. Blasil  | 4    | 2 | 0 | 2 | 08:02 | 04:04 |
| 5.     | SC Meiningen 1904                   | 4    | 2 | 0 | 2 | 10:17 | 04:04 |
| 6.     | FC Zella 1905                       | 5    | 2 | 0 | 3 | 08:15 | 04:06 |
| 7.     | FC Preußen Suhl                     | 5    | 0 | 0 | 5 | 02:33 | 00:10 |